# Colin Gibson
Colin Gibson (Bridport, 6 aprile 1960) è un ex calciatore inglese, di ruolo centrocampista o attaccante di fascia sinistra.
Soffre di una paralisi facciale e commenta le partite del Leicester City alla radio.

## Carriera
Ha iniziato la carriera all'Aston Villa, con cui ha vinto il campionato 1980-1981, seguito dalla Coppa dei Campioni 1981-1982 e la Supercoppa UEFA. Nel 1985, si è trasferito al Manchester United, con cui ha vinto la FA Cup 1989-1990. Proprio nel 1990, ha firmato per il Leicester City.

## Palmarès

### Club

#### Competizioni nazionali
- Campionato inglese: 1

Aston Villa: 1980-1981
- Coppa d'Inghilterra: 1

Manchester United: 1989-1990
- Community Shield: 1

Aston Villa: 1981

#### Competizioni internazionali
- Coppa dei Campioni: 1

Aston Villa: 1981-1982
- Supercoppa UEFA: 1

Aston Villa: 1982